# الحراني
إبراهيم بن سنان بن ثابت الصابئيِّ الحرّاني كان ذكيًا عاقلًا فهمًا عالمًا بأنواع الحكمة، والغالب عليه فن الهندسة، وكان مقدمًا فيها. وله مقالة في الدوائر المتماسة، ومقالة أخرى في إحدى وأربعين مسألة هندسية من صعاب المسائل في الدوائر والخطوط والمثلثات والدوائر المتماسة وغير ذلك. وألف مقالة ذكر فيها الوجه في استخراج المسائل الهندسية بالتحليل والتركيب وسائر الأعمال الواقعة في المسائل الهندسية، ومايعرض للمهندسين، ويقع عليهم من الغلط من الطريق الذي يسلكونه في التحليل إذا اختصروه على حسب ما جرت به عاداتهم. وله مقالة مختصرة في رسم القطوع الثلاثة وغير ذلك. ذكره القفطي وابن النديم.